# میانمار
میانمار یا بِرمه 
(به برمه‌ای: မြန်မာနိုင်ငံ) با نام رسمی جمهوری اتحادیهٔ میانمار کشوری در جنوب شرقی آسیا است. میانمار از غرب با بنگلادش و از شمال غربی با هند و از شمال، شمال شرقی و شرق با چین و همچنین از سوی شرق با لائوس و از جنوب شرقی با تایلند و از جنوب و جنوب غربی با دریای آندامان و خلیج بنگال همسایه است. بزرگ‌ترین شهر میانمار یانگون و پایتخت این کشور، شهر نایپیداو است. جمعیت میانمار بیش از ۵۴٫۳ میلیون نفر، زبان رسمی این کشور برمه‌ای و واحد پول آن کیات می‌باشد.
۶۸ درصد از مردم میانمار از تبار برمه‌ای، ۹ درصد شان، ۷ درصد کارن، ۴ درصد راخین و بقیه از دیگر اقوام هستند. ۸۷٫۹ درصد از مردم میانمار بودایی، ۶٫۲ درصد مسیحی، ۴٫۳ درصد مسلمان و مابقی نیز پیروان سایر ادیان و باورها هستند.
میانمار از نظر مساحت سی و نهمین کشور بزرگ جهان و از نظر جمعیت بیست و ششمین کشور پرجمعیت جهان است.
میانمار، با نام پیشین برمه، از مستعمره‌های بریتانیا بود که در سال ۱۹۴۸ به استقلال رسید. از زمان استقلال، این کشور شاهد درگیری‌های درازمدّت میان اقوام پرشمار خود بوده و یکی از طولانی‌ترین جنگ‌های داخلی را به خود دیده است.
میانمار از ۱۹۶۲ تا ۲۰۱۱ تحت یک رژیم نظامی اداره می‌شد، امّا پس از برگزاری انتخابات در سال ۲۰۱۲، این رژیم نظامی پایان یافت و حکومتی نیمه‌نظامی جایگزین آن شد که این حکومت دست به یک رشته اصلاحات دموکراتیک زد. در انتخابات ۲۰۱۵ حزب آنگ سان سو چی اکثریت هر دو مجلس را به دست آورد. با این حال، ارتش برمه به عنوان یک نیروی قدرتمند در سیاست باقی ماند و در ۱ فوریه ۲۰۲۱ با یک کودتا مجدداً قدرت را در دست گرفت.
هر چند میانمار کشوری با منابع سرشار است، امّا اقتصاد آن یکی از کم‌توسعه‌یافته‌ترین اقتصادها در جهان می‌باشد. جنوب میانمار در سال ۲۰۰۸ در پی توفانی سهمگین به شدّت ویران شد. در این سال نیمی از جمعیت میانمار از توفان نرگس زیان دیدند و دست‌کم ۷۸ هزار نفر جان خود را از دست دادند و ۵۶ هزار نفر نیز ناپدید شدند.

## تاریخ

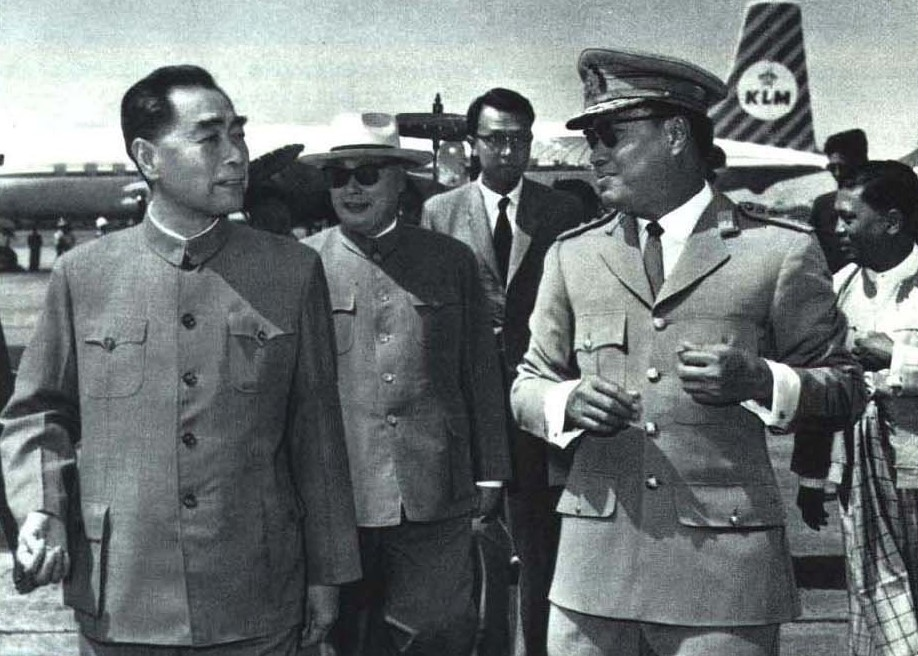
نی وین نخست‌وزیر کشور برمه و جئو ئن لای نخست‌وزیر جمهوری خلق چین در سال ۱۹۶۴

نخستین قومی که آثاری از تمدن خود را در برمه به‌جای گذاشتند، مردم پیو و مون بوده‌اند، که در شمال برمه سکونت داشتند. پس از آن‌ها اقوام شان، کارون و کاچین از سرزمین‌های جنوب به مناطق امروزی برمه نفوذ کرده بودند.
در اواخر سده هشتم میلادی در اثر تسلط اقوام شان و کارن در جنوب و مرکز برمه مردم پیو به قسمت‌های شمالی رانده شدند. علت عقب رانده شدن این قوم گسترش سلطه تای بود، که در شمال و شمال شرقی برمه قدرت را در دست داشتند. قوم شان تا سده ۱۳ میلادی؛ در بخش‌هایی از برمه قدرت و حکومت را در دست داشتند، ولی در همین قرن این قوم عمدتاً به تایلند مهاجرت کردند.
در ۱۴۰۴ میلادی یک فرمانده نظامی برمه به نام آناوِرِاهتا به پادشاهی رسید، و دودمان موسوم به پاگان را بنیان‌گذاری کرد. این دودمان حدود دویست سال در برمه حکومت کرد.
در طی جنگ جهانی دوم، ارتش استقلال‌طلب برمه به‌وجود آمد و ارتش مزبور طی ۱۹۴۱ همراه با ارتش ژاپن وارد مناطق جنوبی برمه گردید. پس از یک درگیری سخت در ماه مه ۱۹۴۵ رانگون پایتخت برمه کاملاً به تصرف نیروهای محلی برمه درآمد، ژاپنی‌ها بیرون رانده شدند و چیرگی انگلستان دوباره بر کشور برمه برقرار شد.
کشور برمه که تحت استیلای انگلستان قرار داشت در سال ۱۹۴۸ استقلال خود را به‌دست‌آورد.
به‌طور کلی می‌توان گفت که به علّت اشغال کشور توسط نیروهای نظامی، تسلّط کامل نظامیان بر کشور و اجرای تدابیر شدید امنیتی و حفاظتی، سیاست فرهنگی مشخص و قابل توجهی از سوی دولتمردان کشور اتخاذ نگردیده و فرهنگ و هنر کشور همچنان در حالت سکون و انزواء باقی مانده است.
کشور به لحاظ فرهنگی شدیداً تحت تأثیر کشورهای همسایهٔ خود بر پایهٔ بودیسم است که با مؤلفه‌های محلی نیز آمیخته شده است. تنوع قومی در برمه نقش مهمی در سیاست و تاریخ این کشور داشته و کشور همچنان برای غلبه بر تنش‌های اجتماعی تلاش می‌کند.
نظامیان پس از کودتای سال ۱۹۶۲ توسط ژنرال نی وین که منجر به سرنگونی دولت غیرنظامی نخست‌وزیر او نو شد حاکمیت را در این کشور به دست گرفتند. از آن زمان رهبری برمه تحت کنترل رهبر نظامی شورای صلح و توسعه درآمد. این شرایط تا سال ۲۰۱۱ ادامه داشت، زمانی که شورا به دنبال انتخابات سال ۲۰۱۰ منحل شد مراسم تحلیف ریاست جمهوری دولت غیرنظامی برگزار شد.
شورش‌های ایالت راخین

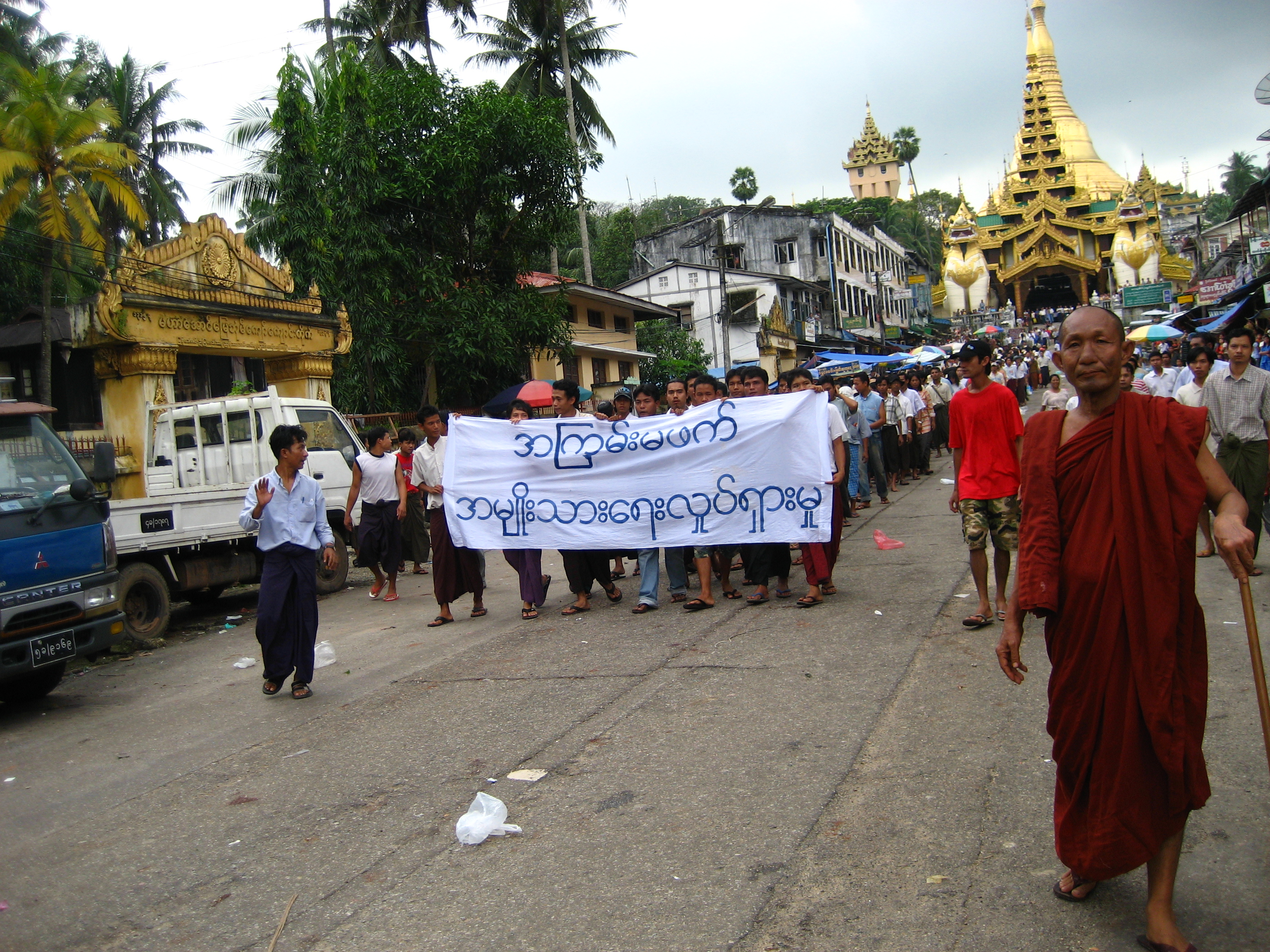

آغاز بحران به تجاوز جنسی به یک زن راخین توسط سه فرد روهینگیایی برمی گردد که خشم مردم محلی و مأموران دولتی را برمی‌انگیزد، این ماجرا بهانه‌ای برای افراط طلبان جهت حمله به روستاهای مسلمان‌نشین و آتش زدن منازل آن‌ها شد. این خشونت‌ها درحالی ادامه داشت که رئیس‌جمهور میانمار اعلام کرد که مسلمانان شهروند میانمار نیستند.
در سال ۱۹۸۲ قانون حقوق شهروندی به تصویب رسید که به واسطه این قانون از میان ۱۴۴ قومیت موجود در میانمار ۱۳۵ قومیت حق شهروندی دریافت کردند و ۹ دسته از اقوام اقلیت از حق شهروندی محروم شدند که بزرگ‌ترین این قومیت‌های، قوم روهینگیا است.
دولت میانمار برای رفع اختلافات و مشکلات میان مسلمانان و بوداییان، سیاست کوچ اجباری کل ۶ میلیون مسلمان روهینگیایی را از منطقه آرکان اتخاذ کرده است. البته آمار رسمی جمعیت روهینگیا ۶ میلیون نفر است اما طبق آمار غیررسمی جمعیت این قوم که صد در صد آن‌ها مسلمان هستند به ۸ میلیون نفر می‌رسد. به واسطه این سیاست اتخاذ شده از جانب دولت قریب به ۱۵۰ هزار نفر از مسلمانان آرکان به بنگلادش، ۵۰ هزار نفر به تایلند و ۴۰ هزار نفر به مالزی و تعداد قابل توجهی به دیگر کشورهای آسیایی مهاجرت کردند.

## سیاست

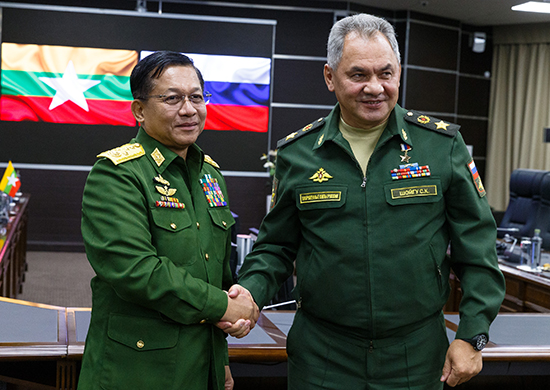
مین آنگ هلینگ رهبر عالی میانمار و سرگئی شویگو وزیر دفاع روسیه

در حالی که برمه یکی از مستعمرات بریتانیا بود، امضای موافقتنامه‌ای توسط ژنرال آنگ سان باعث شد که این کشور نهایتاً به استقلال برسد.
در سال ۱۹۷۴ طیّ یک همه‌پرسی ملی، جمهوری سوسیالیستی برمه رسماً تحت طرح‌ریزی قانون اساسی جدید، حیات دوباره یافت.
آنگ سان سو چی، دختر ژنرال سان، از رهبران جنبش استقلال طلبانه برمه، از سال ۱۹۸۸ فعالیت سیاسی خود را در آن کشور آغاز کرد.
در آن سال، برمه دستخوش آشوب سیاسی بود که در سال ۱۹۸۹ به روی کار آمدن ارتش و بازداشت وی منجر شد.
در انتخابات پارلمانی سال ۱۹۹۰، در حالیکه خانم آنگ سان سو چی همچنان در بازداشت بود، جنبش طرفدار دموکراسی به پیروزی چشمگیری در برمه دست یافت. وی به عنوان رهبر لیگ ملی برای دموکراسی برمه، در سال ۱۹۹۰ در انتخابات عمومی برمه پیروز شد ولی رهبران نظامی برمه این انتخابات را باطل اعلام کردند.
راهبان بودایی یکی از عوامل اصلی در تظاهرات سال ۲۰۰۷ علیه رهبران نظامی برمه بودند. پس از وقوع ناآرامی‌های پراکنده در اعتراض به افزایش قیمت سوخت بود که راهبان بودایی بزرگ‌ترین تظاهرات ضد دولتی پس از سال ۱۹۸۸ میلادی را ترتیب دادند که برای چند روز اوضاع را در رانگون، پایتخت و سایر مراکز جمعیتی ملتهب کرد.
دولت عاقبت برای سرکوب ناآرامی‌ها وارد عمل شد. سازمان ملل از کشته شدن ۳۱ نفر در روند سرکوب ناآرامی‌ها خبر داد در حالی که به ادعای راهبان بودایی تعداد واقعی کشته‌شدگان در این عملیات به مراتب بیشتر بوده است.
در پی انتخابات سال ۲۰۱۰، دولتی به ظاهر غیرنظامی اداره امور برمه را در دست گرفته و برخی اصلاحات سیاسی را به اجرا گذاشته که به عنوان مقدمه حرکت به سوی دموکراسی، با استقبال مخالفان داخلی و همچنین کشورهای غربی مواجه شده است.
در پی انتخابات ۲۰۱۵ و پیروزی حزب لیگ ملی برای دموکراسی به رهبری خانم سو چی این حزب اکثریت را در مجلس در مقابل حزب همبستگی و توسعه که مورد حمایت نظامیان است به‌دست‌آورد.
به دلیل مخالفت قانون اساسی برمه با ریاست جمهوری خانم سو چی به دلیل داشتن فرزندانی که تابعیت انگلستان را دارند تین چیاو همراه قدیمی او به عنوان رئیس‌جمهور برمه انتخاب شد.

## تقسیمات کشوری
کشور برمه به هفت ایالت و هفت ناحیه تقسیم شده است. ناحیه‌ها مناطقی هستند که بیشتر ساکنانشان را مردم قوم بامار (قوم اکثریت در برمه) تشکیل می‌دهند. ایالت‌ها در میانمار به‌طور معمول ناحیه‌هایی هستند که منطقه سکونت یک قوم مشخص اقلیت را شامل می‌شوند.
آمارهای جدول زیر مربوط به تاریخ ۳۱ دسامبر ۲۰۰۱ است.
- ناحیه آیه‌یاروادی
- ناحیه باگو
- ناحیه تانینتاریی
- ناحیه زاگاین
- ناحیه ماگوای
- ناحیه ماندالی
- ناحیه یانگون
- ایالت چین
- ایالت راخین
- ایالت شان
- ایالت کاچین
- ایالت کایا
- ایالت کایین
- ایالت مون

## جغرافیا

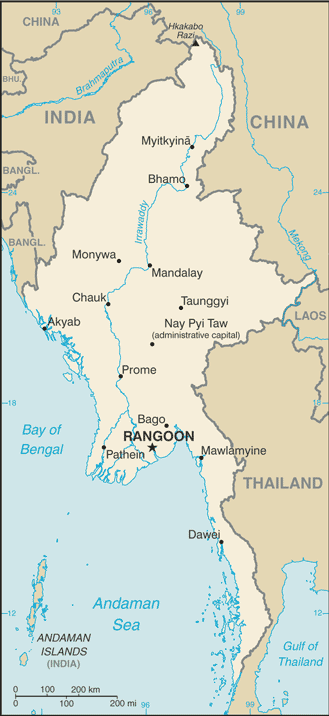

میانمار از شمال شرقی با چین، از شرق با لائوس، از جنوب شرقی با تایلند، از غرب با بنگلادش و از شمال غربی با هند مرز مشترک دارد و از جنوب غربی با خلیج بنگال و از جنوب با دریای آندامان محدود می‌شود. یک سوم مرز خارجی میانمار را مرز آبی تشکیل می‌دهد.
میانمار با مساحت ۶۷۶٬۵۸۰ کیلومتر مربع دومین کشور بزرگ آسیای جنوب شرقی است. این کشور ۱۹۰۰ کیلومتر مرز آبی دارد.
سه رشته کوه اصلی در میانمار وجود دارد که هر سه از شمال (هیمالیا) به جنوب کشیده شده‌اند.
در شمال، کوهستان هِنگ‌دوآن مرز میانمار و چین را تشکیل می‌دهد. قله کاکابو رازی، واقع در استان کاچین با ارتفاع ۵۸۸۱ متر بلندترین نقطه میانمار است.
چندین رشته‌کوه در میانمار وجود دارد که کاملاً در داخل خاک این کشور قرار گرفته‌اند، از آن‌جمله: راخینه یوما، تپه‌های شان، و تپه‌های تِناسِریم.
این رشته‌کوه‌ها میانمار را به سه شبکه رودخانه‌ای تقسیم می‌کند به نام‌های ایراوادی، سلوین، و رودهای سیتائونگ. رودخانه ایراوادی که با ۲۱۷۰ کیلومتر طولانی‌ترین رود میانمار است به خلیج مارتابان می‌ریزید. اکثریت جمعیت میانمار در دره ایراوادی سکونت دارد، دره‌ای که بین کوهستان راخینه یوما، و فلات شان واقع شده است.

## شهرها
- یانگون پایتخت سابق و بزرگ‌ترین شهر میانمار می‌باشد

| شهر        | جمعیت     |
| ---------- | --------- |
| یانگون     | ۴٬۴۷۸٬۰۰۰ |
| ماندالای   | ۱٬۲۰۸٬۰۰۰ |
| نای پی تاو | ۹۲۵٬۰۰۰   |
| ماولامین   | ۴۳۹٬۰۰۰   |
| باگو       | ۲۴۴٬۰۰۰   |
| پاتین      | ۲۳۷٬۰۰۰   |
| مونیوا     | ۱۸۲٬۰۰۰   |

## اقتصاد

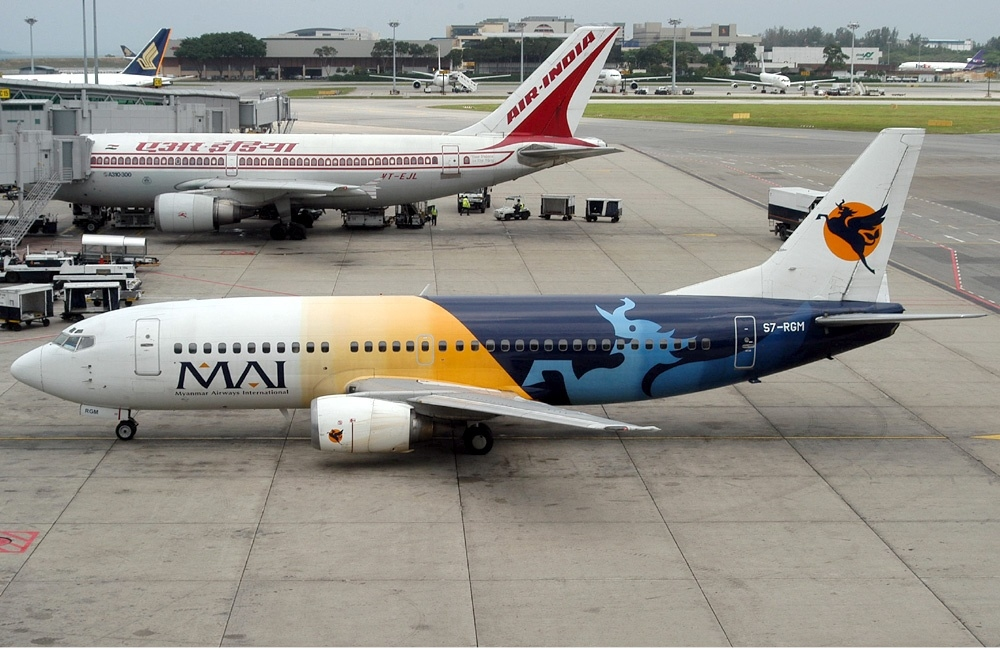
بوئینگ ۷۳۷ در میانمار ایرویز اینترنشنال

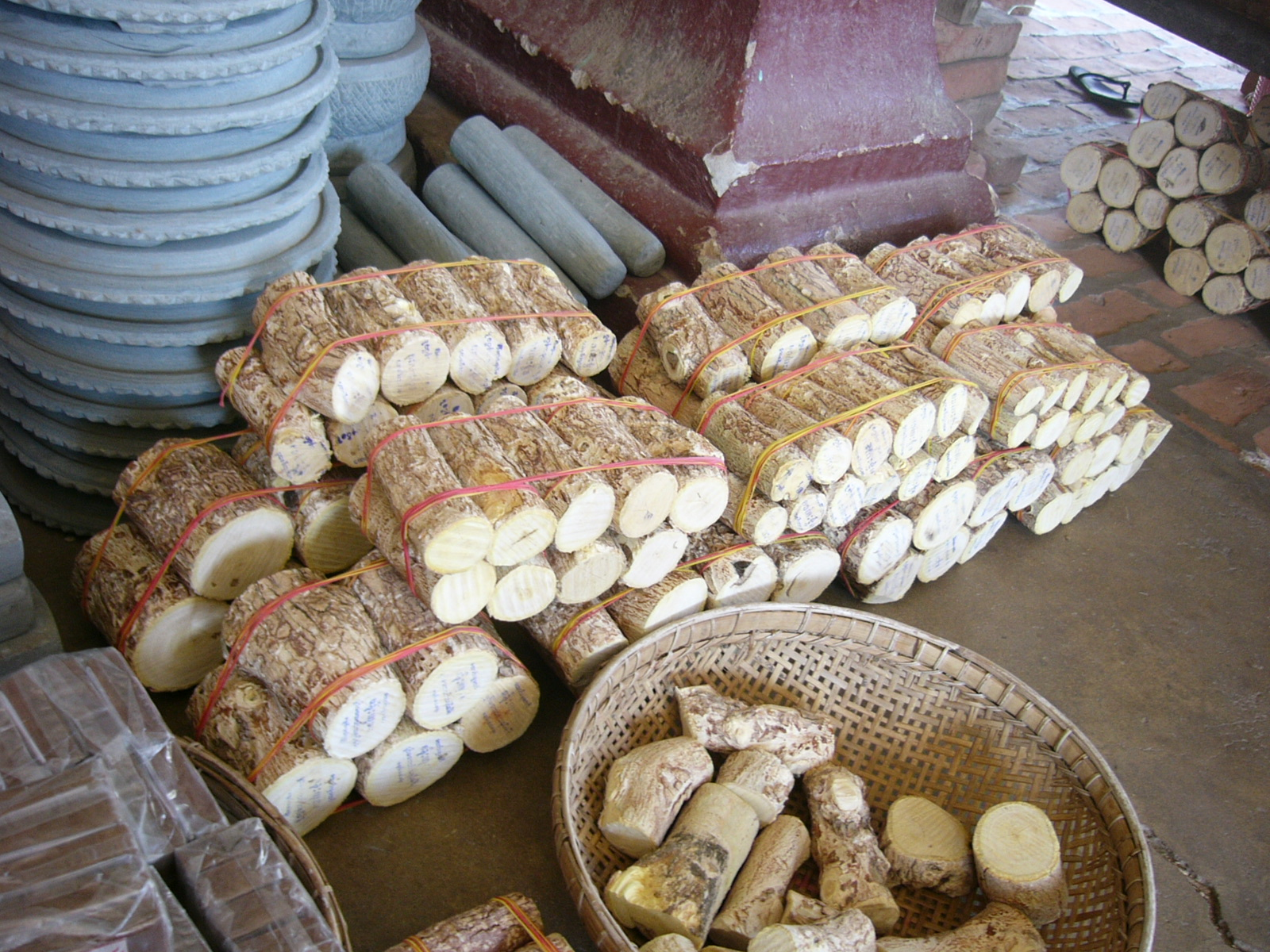

این کشور یکی از کشورهای آسیای جنوب شرقی است، متأثر از چند دهه رکود، سو مدیریت و انزواء.
برمه کشوری حاوی منابع غنی است، اما اقتصاد آن کم‌ترین توسعه و پیشرفت را در جهان داراست.
تولید ناخالص ملی برمه ۵۳٫۱۴ میلیارد دلار و متوسط رشد اقتصادی آن ۵٫۵ درصد در سال است که پایین‌ترین رشد اقتصادی ناحیه مکونگ است.
در این میان، اتحادیه اروپا، سازمان ملل متحد و کانادا تحریم‌های اقتصادی سنگینی را علیه برمه تصویب کرده بودند.

## مردم
| دین در میانمار (2014 Myanmar Census) | دین در میانمار (2014 Myanmar Census) | دین در میانمار (2014 Myanmar Census) | دین در میانمار (2014 Myanmar Census) | دین در میانمار (2014 Myanmar Census) |
| ------------------------------------ | ------------------------------------ | ------------------------------------ | ------------------------------------ | ------------------------------------ |
|                                      |                                      |                                      |                                      |                                      |
| بوداییسم                             | بوداییسم                             |                                      | ۸۷٫۹٪                                | ۸۷٫۹٪                                |
| مسیحیت                               | مسیحیت                               |                                      | ۶٫۲٪                                 | ۶٫۲٪                                 |
| اسلام                                | اسلام                                |                                      | ۴٫۳٪                                 | ۴٫۳٪                                 |
| Tribal religions                     | Tribal religions                     |                                      | ۰٫۸٪                                 | ۰٫۸٪                                 |
| هندویسم                              | هندویسم                              |                                      | ۰٫۵٪                                 | ۰٫۵٪                                 |
| Others                               | Others                               |                                      | ۰٫۲٪                                 | ۰٫۲٪                                 |
| بدون مذهب                            | بدون مذهب                            |                                      | ۰٫۱٪                                 | ۰٫۱٪                                 |

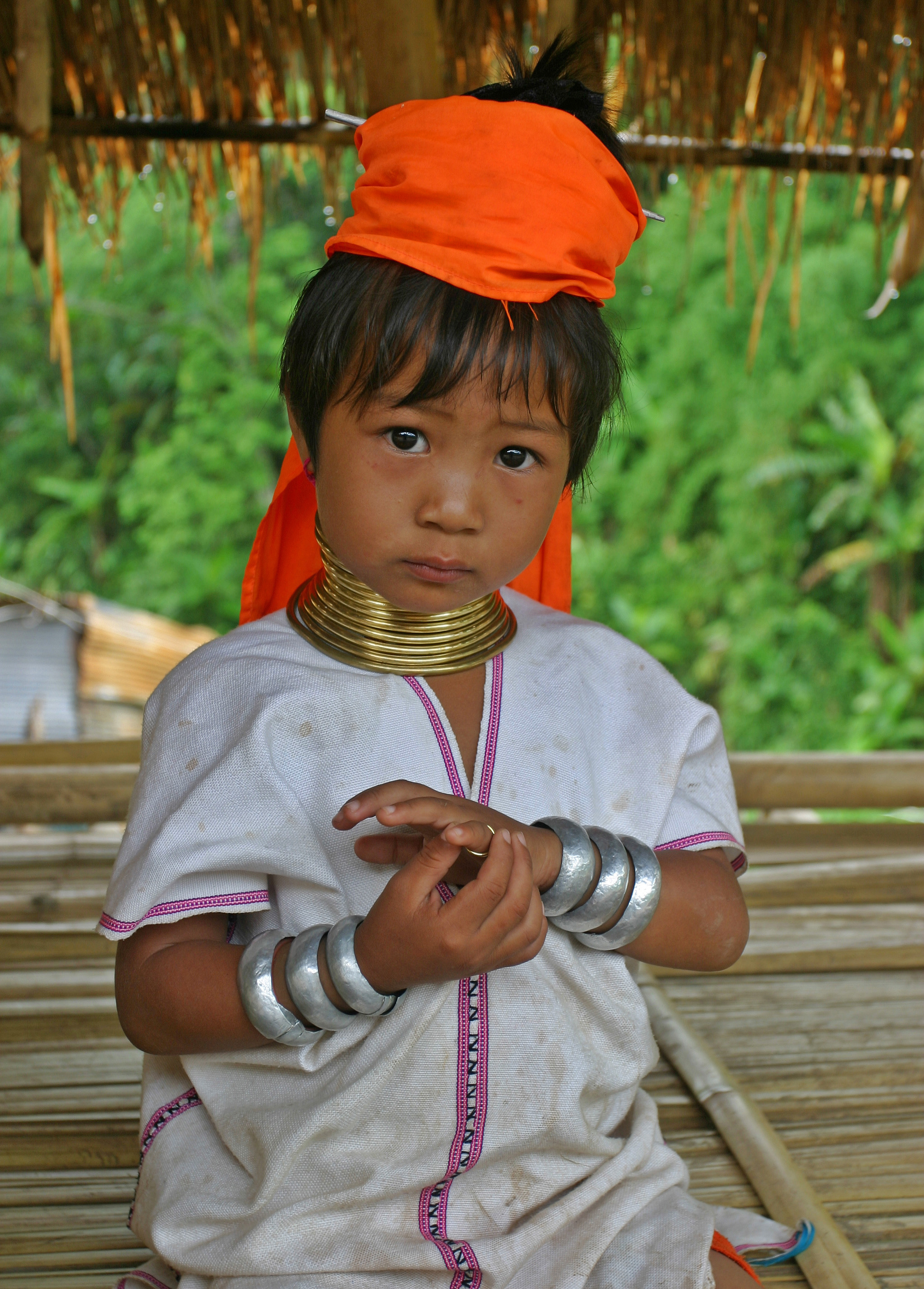
یک دختر کایان (Kayan) اهل میانمار با حلقه‌های گردن

میانمار طبق آخرین آمار به‌دست آمده جمعیتی بالغ بر ۵۴/۳ میلیون نفر برخوردار است.
از این تعداد جمعیت ۳۱/۴ درصد در نواحی شهری زندگی می‌کنند.
مراقبت از سلامت برمه یکی از بدترین کشورهای جهان است. سازمان سلامت جهان رتبه برمه را در جهان ۱۹۰ اعلام کرده است.

### زبان و خط
زبان برمه‌ای زبان مادری و رسمی این کشور، به زبان تبتی و زبان چینی نزدیکی دارد. خط برمه‌ای متشکل از حروفی دایره‌شکل است.

### مذهب
٪ ۸۹ مردم این کشور پیرو آیین بودا هستند، ٪ ۴ مسیحی، ٪ ۴ مسلمان، ۱٪ روح‌باور و ۲ ٪ معتقد به ادیان دیگر هستند.

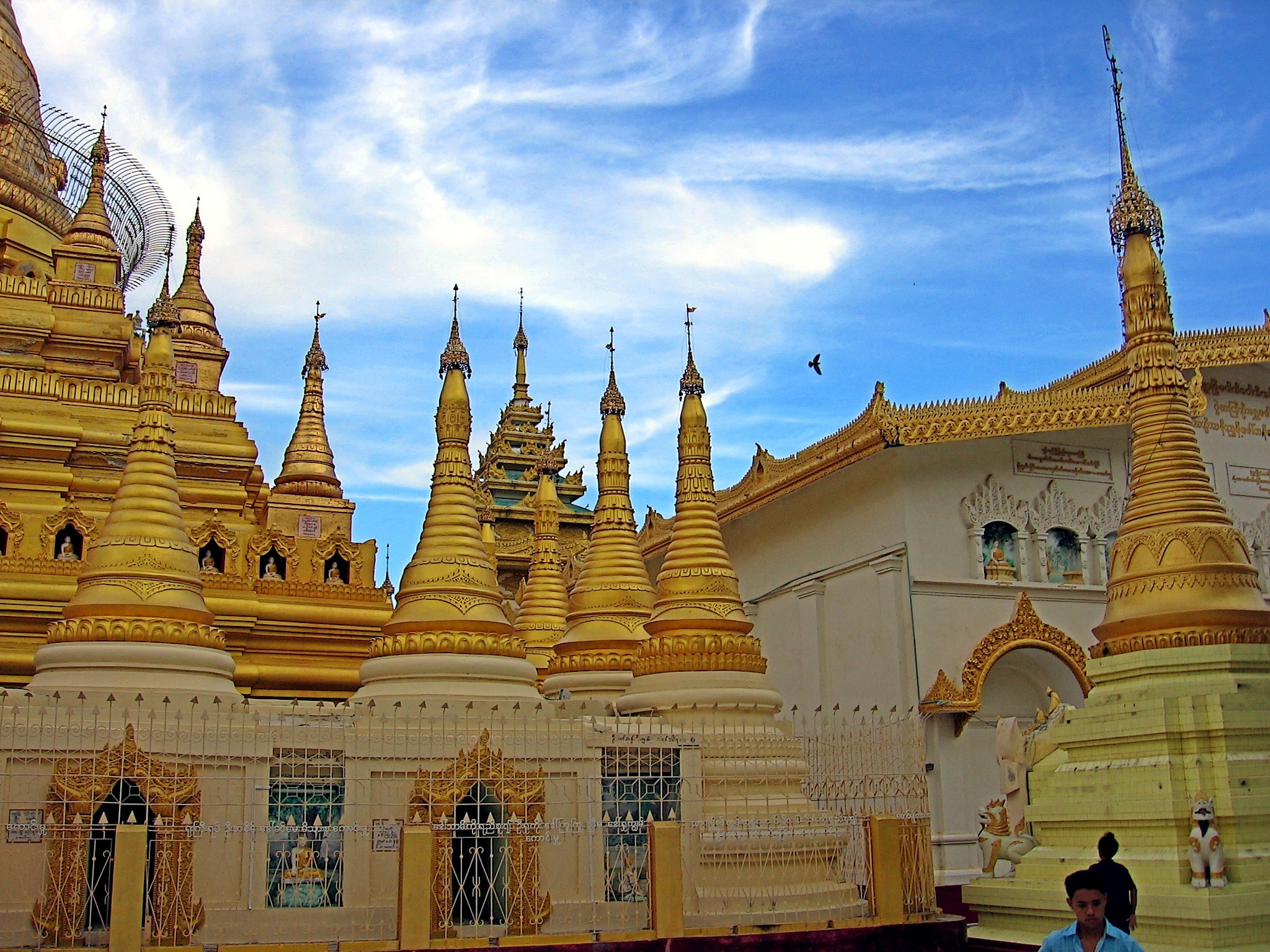
مونیوا شوزیگون پایا

برخی از مشهورترین بناهای بودایی مانند مدرسه تراوادا (ترواده)، صخره طلایی (Kyaiktiyo Pagoda) و شِوِدگن (Shwedagon Pagoda) در این منطقه قرار دارند.

### تحصیلات
دولت میانمار هیچ‌گونه تلاشی در جهت افزایش نرخ سواد به‌خصوص در مناطق روستایی انجام نداده است. در نتیجه سهم آن دسته از افراد پانزده ساله میانماری که قادر به خواندن و نوشتن می‌باشند از ۶۰٪ در سال ۱۹۶۰ تنها به ۶۶٪ در سال ۱۹۷۰ افزایش یافت.
کلیه دانشگاه‌های کشور توسط دولت نظامی در سال ۱۹۸۸ تعطیل گردید. بدین ترتیب هنوز هیچ‌گونه علامت یا نشانه‌ای که مبنی بر بازگشایی دانشگاه‌های برمه باشد وجود ندارد.

## حقوق بشر

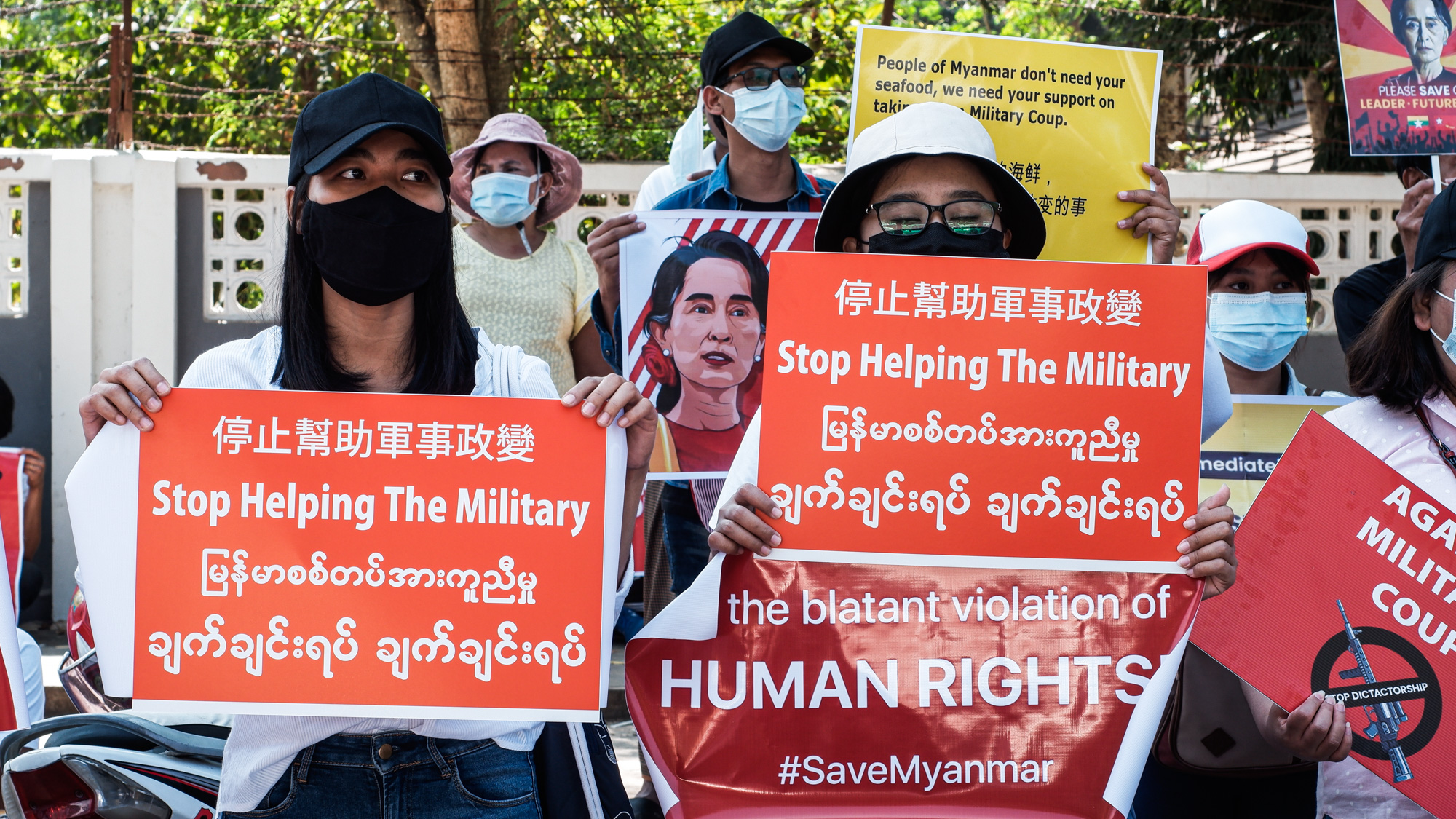
تظاهرات ۲۰۲۱ میانمار علیه کودتای نظامی

سازمان ملل متحد و تعدادی دیگر از سازمان‌ها سازگار و سیستماتیک نقض حقوق بشر را در این کشور گزارش داده‌اند، که از این موارد می‌توان به کودکان کار، قاچاق انسانی و عدم آزادی سخنرانی را نام برد. در سال‌های اخیر، رهبری نظامی و امتیازات بزرگی و دموکراسی فعالانه‌ای را برقرار کرده و به آهستگی قدم به آزادی و داشتن روابط با سازمان ملل متحد گذاشته است.
در سال ۱۹۹۲. قطعنامه ۵۸ شورای حقوق بشر سازمان ملل تصویب کرد که گزارشگر ویژه برای وضعیت میانمار گذاشته شود. خانم یانگی لی. اهل کره جنوبی برای این مأموریت برگزیده شد. از دسامبر ۲۰۱۷ دولت میانمار به یانگی لی اجازه بازدید از میانمار نداد.

## یادداشت
1. ↑  Based on the estimated overall population, including both the enumerated and non-enumerated population (51,486,253), and on the assumption that the non-enumerated population in ایالت راخین affiliate with the Islamic faith.